# Schultesia lampyridiformis
Schultesia lampyridiformis är en kackerlacksart som beskrevs av Roth, L. M. 1973. Schultesia lampyridiformis ingår i släktet Schultesia och familjen jättekackerlackor. Inga underarter finns listade i Catalogue of Life.